# Etapa Departamental de Apurímac 2025
La Etapa Departamental de Apurímac 2025 es, aproximadamente la 58.ª edición del torneo organizado por la Liga Departamental de Fútbol de Apurímac, en el marco de la Copa Perú 2025. En esta fase participan los clubes campeones y subcampeones de las siete provincias del departamento de Apurímac, tras superar sus respectivas etapas provinciales.
El torneo otorga tres cupos para la Etapa Nacional de la Copa Perú 2025. 

## Formato del torneo
La Etapa Departamental de Apurímac 2025 se desarrolla en tres fases: fase de grupos, duelos intergrupales y liguilla final. Participan clubes campeones y subcampeones provinciales, organizados en cuatro grupos. 

### Primera Fase - Distribución de grupos
La fase inicial está compuesta por cuatro grupos, tres de los cuales se disputan en formato de eliminación directa (ida y vuelta), mientras que el Grupo D otorga clasificación directa a la segunda fase:
Grupo A
- Llave A1: Subcampeón de Grau vs. Campeón de Abancay
- Llave A2: Subcampeón de Abancay vs. Campeón de Grau

Grupo B
- Llave B1: Subcampeón de Antabamba vs. Campeón de Aymaraes
- Llave B2: Subcampeón de Aymaraes vs. Campeón de Antabamba

Grupo C
- Llave C1: Campeón de Andahuaylas vs. Subcampeón de Chincheros
- Llave C2: Campeón de Chincheros vs. Subcampeón de Andahuaylas

Grupo D (Clasificación directa)
- Llave D1: Campeón de Cotabambas
- Llave D2: Subcampeón de Cotabambas

Nota: En la primera fecha, los campeones provinciales jugarán en condición de visitante.

### Segunda fase – Duelos intergrupales
Los ganadores de cada llave avanzan a una fase de enfrentamientos cruzados entre grupos, también en partidos de ida y vuelta. De estos enfrentamientos saldrán los cuatro semifinalistas:
- A1 vs. B2 → clasifica el Semifinalista S1
- A2 vs. B1 → clasifica el Semifinalista S2
- C1 vs. D2 → clasifica el Semifinalista S3
- C2 vs. D1 → clasifica el Semifinalista S4

### Tercera fase – Liguilla Final
Los cuatro semifinalistas disputan una liguilla final todos contra todos. Los tres primeros clasificados obtendrán los cupos del departamento de Apurímac para la Etapa Nacional de la Copa Perú 2025.

## Equipos Participantes
Los equipos participantes en la Etapa Departamental de Apurímac 2025 corresponden a los campeones y subcampeones de las siete provincias del departamento, clasificados tras disputar sus respectivas ligas provinciales. 
| Provincia           | Equipo                                             | Vía de clasificación                     | Estadio                                                             |
| ------------------- | -------------------------------------------------- | ---------------------------------------- | ------------------------------------------------------------------- |
| Abancay 2 cupos     | Peña Sport FC C.D.C. Huancarama                    | Campeón Provincial Subcampeón Provincial | Estadio Monumental de Condebamba Estadio El Olivo                   |
| Andahuaylas 2 cupos | Instituto Apurímac F.C. C.D. Cultural Poltocsa     | Campeón Provincial Subcampeón Provincial | Estadio Municipal de Talavera Estadio Zanabria Hermoza San Jerónimo |
| Aymaraes 2 cupos    | C.D. Unión Pocohuanca Club Patrón Santiago         | Campeón Provincial Subcampeón Provincial | Estadio El Olivo Estadio Promesa Cotaruse                           |
| Antabamba 2 cupos   | Club Familia Zanabria FC Defensor Qollana          | Campeón Provincial Subcampeón Provincial | Estadio Municipal de Sabaino Estadio El Olivo                       |
| Chincheros 2 cupos  | C.D. Hijos de Piscobamba C.D. Juventud San Lorenzo | Campeón Provincial Subcampeón Provincial | Estadio Municipal de Ocobamba                                       |
| Cotabambas 2 cupos  | C.D. Puya Raimondi C.D. Unión Minas Pamputa        | Campeón Provincial Subcampeón Provincial | Estadio Molinopampa Estadio Nueva Fuerabamba                        |
| Grau 2 cupos        | Club Municipal de Grau C.D. Yawar Mayu             | Campeón Provincial Subcampeón Provincial | Estadio Municipal de Chuquibambilla                                 |

## Primera y segunda Fase

### Llave 1
|  | Semifinales – Llave 1                | Semifinales – Llave 1                | Semifinales – Llave 1                | Semifinales – Llave 1                |   |                 | Final – Llave 1                     | Final – Llave 1                     | Final – Llave 1                     | Final – Llave 1                     |  |
|  | Ida: 22 de junio Vuelta: 29 de junio | Ida: 22 de junio Vuelta: 29 de junio | Ida: 22 de junio Vuelta: 29 de junio | Ida: 22 de junio Vuelta: 29 de junio |   |                 | Ida: 6 de julio Vuelta: 12 de julio | Ida: 6 de julio Vuelta: 12 de julio | Ida: 6 de julio Vuelta: 12 de julio | Ida: 6 de julio Vuelta: 12 de julio |  |
|  |                                      |                                      |                                      |                                      |   |                 |                                     |                                     |                                     |                                     |  |
|  |                                      |                                      |                                      |                                      |   |                 |                                     |                                     |                                     |                                     |  |
|  | C.D. Yawar Mayu                      | 1                                    | 2                                    | 3                                    |   |                 |                                     |                                     |                                     |                                     |  |
|  | C.D. Yawar Mayu                      | 1                                    | 2                                    | 3                                    |   |                 |                                     |                                     |                                     |                                     |  |
|  | Peña Sport F.C.                      | 7                                    | 8                                    | 15                                   |   |                 |                                     |                                     |                                     |                                     |  |
|  | Peña Sport F.C.                      | 7                                    | 8                                    | 15                                   |   | Peña Sport F.C. | 6                                   | 11                                  | 17                                  |                                     |  |
|  |                                      |                                      |                                      |                                      |   | Peña Sport F.C. | 6                                   | 11                                  | 17                                  |                                     |  |
|  |                                      |                                      | Club Patrón Santiago                 | 2                                    | 1 | 3               |                                     |                                     |                                     |                                     |  |
|  | Club Patrón Santiago                 | 4                                    | Club Patrón Santiago                 | 2                                    | 1 | 3               | 2                                   | 6                                   |                                     |                                     |  |
|  | Club Patrón Santiago                 | 4                                    |                                      |                                      |   |                 | 2                                   | 6                                   |                                     |                                     |  |
|  | Club Familia Zanabria                | 1                                    | 1                                    | 2                                    |   |                 |                                     |                                     |                                     |                                     |  |
|  | Club Familia Zanabria                | 1                                    | 1                                    | 2                                    |   |                 |                                     |                                     |                                     |                                     |  |
|  |                                      |                                      |                                      |                                      |   |                 |                                     |                                     |                                     |                                     |  |

### Llave 2
|  | Semifinales – Llave 2                          | Semifinales – Llave 2                          | Semifinales – Llave 2                          | Semifinales – Llave 2                          |   |                   | Final – Llave 2                     | Final – Llave 2                     | Final – Llave 2                     | Final – Llave 2                     |  |
|  | Ida: 21 y 22 de junio Vuelta: 28 y 29 de junio | Ida: 21 y 22 de junio Vuelta: 28 y 29 de junio | Ida: 21 y 22 de junio Vuelta: 28 y 29 de junio | Ida: 21 y 22 de junio Vuelta: 28 y 29 de junio |   |                   | Ida: 6 de julio Vuelta: 13 de julio | Ida: 6 de julio Vuelta: 13 de julio | Ida: 6 de julio Vuelta: 13 de julio | Ida: 6 de julio Vuelta: 13 de julio |  |
|  |                                                |                                                |                                                |                                                |   |                   |                                     |                                     |                                     |                                     |  |
|  |                                                |                                                |                                                |                                                |   |                   |                                     |                                     |                                     |                                     |  |
|  | C.D.C. Huancarama                              | 1                                              | 2                                              | 3(5)                                           |   |                   |                                     |                                     |                                     |                                     |  |
|  | C.D.C. Huancarama                              | 1                                              | 2                                              | 3(5)                                           |   |                   |                                     |                                     |                                     |                                     |  |
|  | Club Municipal Grau                            | 1                                              | 2                                              | 3(3)                                           |   |                   |                                     |                                     |                                     |                                     |  |
|  | Club Municipal Grau                            | 1                                              | 2                                              | 3(3)                                           |   | C.D.C. Huancarama | 3                                   | 4                                   | 7                                   |                                     |  |
|  |                                                |                                                |                                                |                                                |   | C.D.C. Huancarama | 3                                   | 4                                   | 7                                   |                                     |  |
|  |                                                |                                                | C.D. Unión Pocohuanca                          | 2                                              | 1 | 3                 |                                     |                                     |                                     |                                     |  |
|  | F.C. Defensor Qollana                          | 2                                              | C.D. Unión Pocohuanca                          | 2                                              | 1 | 3                 | 0                                   | 2(5)                                |                                     |                                     |  |
|  | F.C. Defensor Qollana                          | 2                                              |                                                |                                                |   |                   | 0                                   | 2(5)                                |                                     |                                     |  |
|  | C.D. Unión Pocohuanca                          | 1                                              | 1                                              | 2(6)                                           |   |                   |                                     |                                     |                                     |                                     |  |
|  | C.D. Unión Pocohuanca                          | 1                                              | 1                                              | 2(6)                                           |   |                   |                                     |                                     |                                     |                                     |  |
|  |                                                |                                                |                                                |                                                |   |                   |                                     |                                     |                                     |                                     |  |

### Llave 3
|  | Semifinal                            | Semifinal                            | Semifinal                            | Semifinal                            |   |                         | Final                          | Final                          | Final                          | Final                          |  |
|  | Ida: 22 de junio Vuelta: 29 de junio | Ida: 22 de junio Vuelta: 29 de junio | Ida: 22 de junio Vuelta: 29 de junio | Ida: 22 de junio Vuelta: 29 de junio |   |                         | 6 de julio Vuelta: 13 de julio | 6 de julio Vuelta: 13 de julio | 6 de julio Vuelta: 13 de julio | 6 de julio Vuelta: 13 de julio |  |
|  |                                      |                                      |                                      |                                      |   |                         |                                |                                |                                |                                |  |
|  |                                      |                                      |                                      |                                      |   |                         |                                |                                |                                |                                |  |
|  | C.D. Juventud San Lorenzo            | 1                                    | 1                                    | 2                                    |   |                         |                                |                                |                                |                                |  |
|  | C.D. Juventud San Lorenzo            | 1                                    | 1                                    | 2                                    |   |                         |                                |                                |                                |                                |  |
|  | Instituto Apurímac F.C.              | 2                                    | 4                                    | 6                                    |   |                         |                                |                                |                                |                                |  |
|  | Instituto Apurímac F.C.              | 2                                    | 4                                    | 6                                    |   | Instituto Apurímac F.C. | 1                              | 1                              | 2                              |                                |  |
|  |                                      |                                      |                                      |                                      |   | Instituto Apurímac F.C. | 1                              | 1                              | 2                              |                                |  |
|  |                                      |                                      | C.D. Unión Minas Pamputa             | 0                                    | 1 | 1                       |                                |                                |                                |                                |  |
|  |                                      |                                      | C.D. Unión Minas Pamputa             | 0                                    | 1 | 1                       |                                |                                |                                |                                |  |
|  |                                      |                                      |                                      |                                      |   |                         |                                |                                |                                |                                |  |
|  |                                      |                                      |                                      |                                      |   |                         |                                |                                |                                |                                |  |
|  |                                      |                                      |                                      |                                      |   |                         |                                |                                |                                |                                |  |
|  |                                      |                                      |                                      |                                      |   |                         |                                |                                |                                |                                |  |

### Llave 4
|  | Semifinal – Final 4                  | Semifinal – Final 4                  | Semifinal – Final 4                  | Semifinal – Final 4                  |   |                          | Gran Final                     | Gran Final                     | Gran Final                     | Gran Final                     |  |
|  | Ida: 22 de junio Vuelta: 29 de junio | Ida: 22 de junio Vuelta: 29 de junio | Ida: 22 de junio Vuelta: 29 de junio | Ida: 22 de junio Vuelta: 29 de junio |   |                          | 6 de julio Vuelta: 13 de julio | 6 de julio Vuelta: 13 de julio | 6 de julio Vuelta: 13 de julio | 6 de julio Vuelta: 13 de julio |  |
|  |                                      |                                      |                                      |                                      |   |                          |                                |                                |                                |                                |  |
|  |                                      |                                      |                                      |                                      |   |                          |                                |                                |                                |                                |  |
|  | C.D. Cultural Poltoccsa              | 1                                    | 0                                    | 1                                    |   |                          |                                |                                |                                |                                |  |
|  | C.D. Cultural Poltoccsa              | 1                                    | 0                                    | 1                                    |   |                          |                                |                                |                                |                                |  |
|  | C.D. Hijos de Piscobamba             | 2                                    | 0                                    | 2                                    |   |                          |                                |                                |                                |                                |  |
|  | C.D. Hijos de Piscobamba             | 2                                    | 0                                    | 2                                    |   | C.D. Hijos de Piscobamba | 0                              | 0                              | 0(4)                           |                                |  |
|  |                                      |                                      |                                      |                                      |   | C.D. Hijos de Piscobamba | 0                              | 0                              | 0(4)                           |                                |  |
|  |                                      |                                      | C.D. Puya Raymondi                   | 0                                    | 0 | 0(3)                     |                                |                                |                                |                                |  |
|  |                                      |                                      | C.D. Puya Raymondi                   | 0                                    | 0 | 0(3)                     |                                |                                |                                |                                |  |
|  |                                      |                                      |                                      |                                      |   |                          |                                |                                |                                |                                |  |
|  |                                      |                                      |                                      |                                      |   |                          |                                |                                |                                |                                |  |
|  |                                      |                                      |                                      |                                      |   |                          |                                |                                |                                |                                |  |
|  |                                      |                                      |                                      |                                      |   |                          |                                |                                |                                |                                |  |

### Resultados primera fase
- La hora de cada encuentro corresponde al huso horario que rige a Perú (UTC-5).

| Llave | Local                     | Resultado | Visitante                | Estadio                | Ciudad      | Fecha       | Hora  |
| ----- | ------------------------- | --------- | ------------------------ | ---------------------- | ----------- | ----------- | ----- |
| B1    | F.C. Defensor Qollana     | 2 - 1     | C.D. Unión Pocohuanca    | Estadio El Olivo       | Abancay     | 21 de junio | 15:00 |
| B2    | Club Patrón Santiago      | 4 - 1     | Club Familia Zanabria    | Estadio Promesa        | Aymaraes    | 22 de junio | 14:00 |
| A1    | C.D. Yawar Mayu           | 1 - 7     | Peña Sport F.C.          | Estadio Chuquibambilla | Grau        | 22 de junio | 15:00 |
| A2    | C.D.C. Huancarama         | 1 - 1     | Club Municipal de Grau   | Estadio El Olivo       | Abancay     | 22 de junio | 15:00 |
| C1    | C.D. Juventud San Lorenzo | 1 - 2     | Instituto Apurímac F.C.  | Estadio Ocobamba       | Chincheros  | 22 de junio | 15:00 |
| C2    | C.D. Cultural Poltocsa    | 1 - 2     | C.D. Hijos de Piscobamba | Estadio San Jeronimo   | Andahuaylas | 22 de junio | 15:00 |

| Llave | Local                    | Resultado            | Visitante                 | Estadio                       | Ciudad      | Fecha       | Hora  |
| ----- | ------------------------ | -------------------- | ------------------------- | ----------------------------- | ----------- | ----------- | ----- |
| B1    | C.D. Unión Pocohuanca    | 1 - 0 Glb: 2(6)-2(5) | F.C. Defensor Qollana     | Estadio Municipal El Olivo    | Abancay     | 28 de junio | 15:00 |
| B2    | Club Familia Zanabria    | 1 - 2 Glb: 2 - 6     | Club Patrón Santiago      | Estadio de Sabaino            | Antabamba   | 29 de junio | 14:00 |
| C2    | C.D. Hijos de Piscobamba | 0 - 0 Glb: 2 - 1     | C.D. Cultural Poltocsa    | Estadio de Ocobamba           | Ocobamba    | 29 de junio | 14:30 |
| A1    | Peña Sport F.C.          | 8 - 2 Glb: 15 - 3    | C.D. Yawar Mayu           | Estadio El Olivo              | Abancay     | 29 de junio | 15:00 |
| A2    | Club Municipal de Grau   | 2 - 2 Glb: 3(3)-3(5) | C.D.C. Huancarama         | Estadio Chuquibambilla        | Grau        | 29 de junio | 15:00 |
| C1    | Instituto Apurímac F.C.  | 4 - 1 Glb: 6 - 2     | C.D. Juventud San Lorenzo | Estadio Municipal de Talavera | Andahuaylas | 29 de junio | 15:00 |

### Resultados segunda fase
- La hora de cada encuentro corresponde al huso horario que rige a Perú (UTC-5).

| Llave | Local                    | Resultado | Visitante               | Estadio                  | Ciudad     | Fecha      | Hora  |
| ----- | ------------------------ | --------- | ----------------------- | ------------------------ | ---------- | ---------- | ----- |
| QF3   | C.D. Unión Minas Pamputa | 0 - 1     | Instituto Apurímac F.C. | Estadio Nueva Fuerabamba | Cotabambas | 6 de julio | 13:00 |
| QF1   | Club Patrón Santiago     | 2 - 6     | Peña Sport F.C.         | Estadio Promesa Cotaruse | Aymaraes   | 6 de julio | 15:00 |
| QF2   | C.D. Unión Pocohuanca    | 2 - 3     | C.D.C. Huancarama       | Estadio El Olivo         | Abancay    | 6 de julio | 15:00 |
| QF4   | C.D. Hijos de Piscobamba | 0 - 0     | C.D. Puya Raimondi      | Estadio de Ocobamba      | Chincheros | 6 de julio | 15:00 |

| Llave | Local                   | Resultado            | Visitante                | Estadio                       | Ciudad      | Fecha       | Hora  |
| ----- | ----------------------- | -------------------- | ------------------------ | ----------------------------- | ----------- | ----------- | ----- |
| QF1   | Peña Sport F.C.         | 11 - 1 Glb: 17 - 2   | Club Patrón Santiago     | Estadio El Olivo              | Abancay     | 12 de julio | 15:00 |
| QF4   | C.D. Puya Raimondi      | 0 - 0 Glb: 0(3)-0(4) | C.D. Hijos de Piscobamba | Estadio Molinopampa           | Cotabambas  | 13 de julio | 14:30 |
| QF2   | C.D.C. Huancarama       | 4 - 1 Glb: 7 - 3     | C.D. Unión Pocohuanca    | Estadio El Olivo              | Abancay     | 13 de julio | 15:00 |
| QF3   | Instituto Apurímac F.C. | 1 - 1 Glb: 2 - 1     | C.D. Unión Minas Pamputa | Estadio Municipal de Talavera | Andahuaylas | 13 de julio | 15:00 |

### Clasificados a la Liguilla Final
Peña Sport F.C.

Abancay – Ganador QF1

C.D.C. Huancarama

Abancay – Ganador QF2

Instituto Apurímac F.C.

Andahuaylas – Ganador QF3

C.D. Hijos de Piscobamba

Chincheros – Ganador QF4

## Liguilla Final
Los encuentros de la fase final se disputarán en partidos de ida y vuelta, programados desde el 20 de julio hasta el 24 de agosto de 2025. 
| Pos. | Equipo                   | Pts. | PJ | G | E | P | GF | GC | Dif. | Clasificación              |
| ---- | ------------------------ | ---- | -- | - | - | - | -- | -- | ---- | -------------------------- |
| 1    | Instituto Apurímac F.C.  | 8    | 5  | 2 | 2 | 1 | 5  | 4  | +1   | Campeón Departamental      |
| 2    | C.D. Hijos de Piscobamba | 8    | 5  | 2 | 2 | 1 | 2  | 3  | −1   | Subcampeón Departamental   |
| 3    | C.D.C. Huancarama        | 6    | 5  | 1 | 3 | 1 | 7  | 5  | +2   | Clasificado Etapa Nacional |
| 4    | Peña Sport F.C.          | 4    | 5  | 1 | 1 | 3 | 4  | 6  | −2   | Descenso a liga de origen  |

Actualizado a los partidos jugados el 17 de agosto de 2025.
 Fuente: LDDFA

### Resultados de la Liguilla Final
- La hora de cada encuentro corresponde al huso horario que rige a Perú (UTC-5).

| Local                   | Resultado | Visitante                | Estadio                       | Ciudad      | Fecha       | Hora  |
| ----------------------- | --------- | ------------------------ | ----------------------------- | ----------- | ----------- | ----- |
| Peña Sport F.C.         | 1 - 1     | C.D.C. Huancarama        | Estadio El Olivo              | Abancay     | 20 de julio | 15:00 |
| Instituto Apurímac F.C. | 0 - 1     | C.D. Hijos de Piscobamba | Estadio Municipal de Talavera | Andahuaylas | 20 de julio | 15:00 |

| Local                    | Resultado | Visitante               | Estadio             | Ciudad     | Fecha       | Hora  |
| ------------------------ | --------- | ----------------------- | ------------------- | ---------- | ----------- | ----- |
| C.D. Hijos de Piscobamba | 1 - 0     | Peña Sport F.C.         | Estadio de Ocobamba | Chincheros | 27 de julio | 15:00 |
| C.D.C. Huancarama        | 1 - 1     | Instituto Apurímac F.C. | Estadio El Olivo    | Abancay    | 27 de julio | 15:00 |

| Local                    | Resultado | Visitante               | Estadio             | Ciudad     | Fecha       | Hora  |
| ------------------------ | --------- | ----------------------- | ------------------- | ---------- | ----------- | ----- |
| Peña Sport F.C.          | 0 - 1     | Instituto Apurímac F.C. | Estadio El Olivo    | Abancay    | 3 de agosto | 15:00 |
| C.D. Hijos de Piscobamba | 0 - 0     | C.D.C. Huancarama       | Estadio de Ocobamba | Chincheros | 3 de agosto | 15:00 |

| Local                    | Resultado | Visitante               | Estadio             | Ciudad     | Fecha        | Hora  |
| ------------------------ | --------- | ----------------------- | ------------------- | ---------- | ------------ | ----- |
| C.D.C. Huancarama        | 3 - 0     | Peña Sport F.C.         | Estadio El Olivo    | Abancay    | 10 de agosto | 15:00 |
| C.D. Hijos de Piscobamba | 0 - 0     | Instituto Apurímac F.C. | Estadio de Ocobamba | Chincheros | 10 de agosto | 15:00 |

| Local                   | Resultado | Visitante                | Estadio                       | Ciudad      | Fecha        | Hora  |
| ----------------------- | --------- | ------------------------ | ----------------------------- | ----------- | ------------ | ----- |
| Peña Sport F.C.         | 3 - 0     | C.D. Hijos de Piscobamba | Estadio El Olivo              | Abancay     | 17 de agosto | 15:00 |
| Instituto Apurímac F.C. | 3 - 2     | C.D.C. Huancarama        | Estadio Municipal de Talavera | Andahuaylas | 17 de agosto | 15:00 |

| Local                   | Resultado | Visitante                | Estadio                       | Ciudad      | Fecha        | Hora  |
| ----------------------- | --------- | ------------------------ | ----------------------------- | ----------- | ------------ | ----- |
| Instituto Apurímac F.C. | –         | Peña Sport F.C.          | Estadio Municipal de Talavera | Andahuaylas | 24 de agosto | 15:00 |
| C.D.C. Huancarama       | –         | C.D. Hijos de Piscobamba | Estadio El Olivo              | Abancay     | 24 de agosto | 15:00 |

## Clasificados a la Etapa Nacional
C.D. Hijos de Piscobamba

Ocobamba

Chincheros

Instituto Apurímac F.C.

 Andahuaylas

 Andahuaylas

Por definir